# Otfrid Foerster

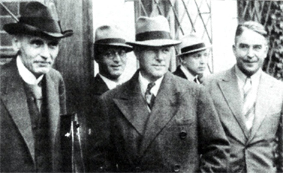
Otfrid Foerster, Herbert Olivecrona und Wilhelm Tönnis

Otfrid Foerster (* 9. November 1873 in Breslau; † 15. Juni 1941 ebenda) war ein deutscher Neurologe, der bahnbrechende Beiträge zur Neurologie und Neurochirurgie lieferte. Darüber hinaus revolutionierte er die Behandlung von Querschnittgelähmten. 

## Leben
Otfrid Foerster war Sohn des Philologen und Archäologen Richard Foerster und älterer Bruder des Militärhistorikers Wolfgang Foerster. Er legte 1892 das Abitur am Maria-Magdalenen-Gymnasium in Breslau ab.
Von 1892 bis 1896 studierte er Medizin an den Universitäten Freiburg im Breisgau, Kiel und Breslau. Bei seiner Beurteilung im Physikum bedauerte der Physiologe Rudolf Heidenhain, dass er selbst durch die Note sehr gut den Leistungen Foersters nicht gerecht werden konnte. In der Heil- und Pflegeanstalt von Leubus (dem ehemaligen Kloster) hatte Foerster als Student famuliert. 1897 legte er das medizinische Staatsexamen in Breslau ab, wo er im gleichen Jahr promoviert wurde.
Auf den Vorschlag des Neurologen Carl Wernicke ging Foerster nach Vollendung seiner Doktorarbeit für zwei Jahre ins Ausland; den Winter verbrachte er in Paris bei Joseph Jules Dejerine – wo er auch Pierre Marie und Joseph Babinski hören konnte – im Sommer war er bei Heinrich Frenkel (1860–1931) in Heiden in der Schweiz, um dort die Übungstherapie Nervenkranker zu studieren.
Foerster wuchs in einer Zeit auf, in der sich die Neurologie, unter anderem durch Jean-Martin Charcot, Wilhelm Erb und William Richard Gowers, aus der Inneren Medizin und der Psychiatrie durch Carl Wernicke heraus zu entwickeln begann. Er bekannte sich klar zur funktionell-lokalisatorischen Richtung der Neurologie. Aus der Zusammenarbeit mit Wernicke, dessen Assistent Foerster von 1899 bis 1904 in Breslau war, erwuchs sein großes Interesse an der Anatomie des Zentralnervensystems. 1903 habilitierte sich Foerster bei Wernicke für Nervenheilkunde. Die beiden Forscher gaben 1903 einen Atlas des Gehirns heraus. 
Die neurologischen Schulen waren im Wesentlichen auf die Diagnose ausgerichtet, Möglichkeiten einer effektiven Therapie gab es kaum. Es war das Verdienst von Foerster, die Übungstherapie bei Patienten mit neurologischen Störungen aufzugreifen. Daraus ergab sich für ihn ein theoretisches Interesse an den koordinativen Störungen im Ablauf der Bewegungen, denen seine Habilitationsschrift (1902) galt. Die Arbeit erlangte im Zusammenhang mit der systematischen Einführung der Rehabilitation in die Medizin große Aktualität. Die Bedeutung des spinalen Reflexbogens in der Entstehung der Spastik legte eine mögliche Behandlung durch Unterbrechung des sensiblen Schenkels (mit sensiblen Afferenzen) nahe, und Foerster empfahl 1908 die Hinterwurzel-Durchschneidung (Foerstersche Operation) zur Beseitigung der Spastik. 1915 hatte er die Ausschaltung der sensiblen Afferenzen auch mit gutem Erfolg angewandt. Im Jahr 1909 wurde Foerster in Breslau zum außerordentlichen, 1917 zum ordentlichen Honorarprofessor berufen und 1921 zum ordentlichen Professor für Neurologie und als persönlicher Ordinarius (ohne eigenen Lehrstuhl) an der Schlesischen Friedrich-Wilhelm-Universität berufen. Rufe nach Heidelberg und an ausländische Universitäten hatte er abgelehnt.
Nachdem Foerster 1911 eine Bettenstation am Breslauer Allerheiligenhospital erhalten hatte, führte er dort mit Alexander Tietze und Küttner neurochirurgische Operationen durch. Seine chirurgischen Fähigkeiten hatte er vor allem bei Johann von Mikulicz erworben. Von 1914 bis 1920 war Foerster in der Nervenabteilung des Breslauer Feldlazaretts des VI. Armeekorps tätig. Während des Ersten Weltkrieges (1915) berichtete er über die Ergebnisse seiner operativen Behandlung von 1490 Schussverletzungen mit Nervenschädigungen, später operierte er auch andere Hirn- und Rückenmarksverletzte. 1920 wurde er Primararzt im Städtischen Wenzel-Hancke-Krankenhaus.
Als Lenin im Mai 1922 eine akute Durchblutungsstörung im Gehirn erlitt, rief die Moskauer Führung Otfrid Foerster an sein Krankenbett. Er erwarb sich das Vertrauen seines Patienten und wurde von diesem freundschaftlich verehrt. Er blieb fast ununterbrochen anderthalb Jahre, also bis kurz vor Lenins Tod, am Krankenlager in Moskau und später in Gorki. 
Breslau wurde durch das Wirken Foersters ein Anziehungsort vor allem für US-amerikanische Neurologen und Neurochirurgen. Sein Schüler Wilder Penfield hat Foersters Lebenswerk der Analyse der Hirnrinde und der Erforschung der Epilepsie weitergeführt. Es kamen auch Percival Bailey, der die neue Klassifikation der Hirntumoren mitbrachte, und Paul Bucy, der eine grundlegende Monografie über die motorische Rinde herausgab. Foersters führende Stellung in der Neurologie Deutschlands war seit 1924 anerkannt. Er stand dabei neben Max Nonne und war als dessen Nachfolger bis 1932 acht Jahre lang Vorsitzender der Gesellschaft Deutscher Nervenärzte. 

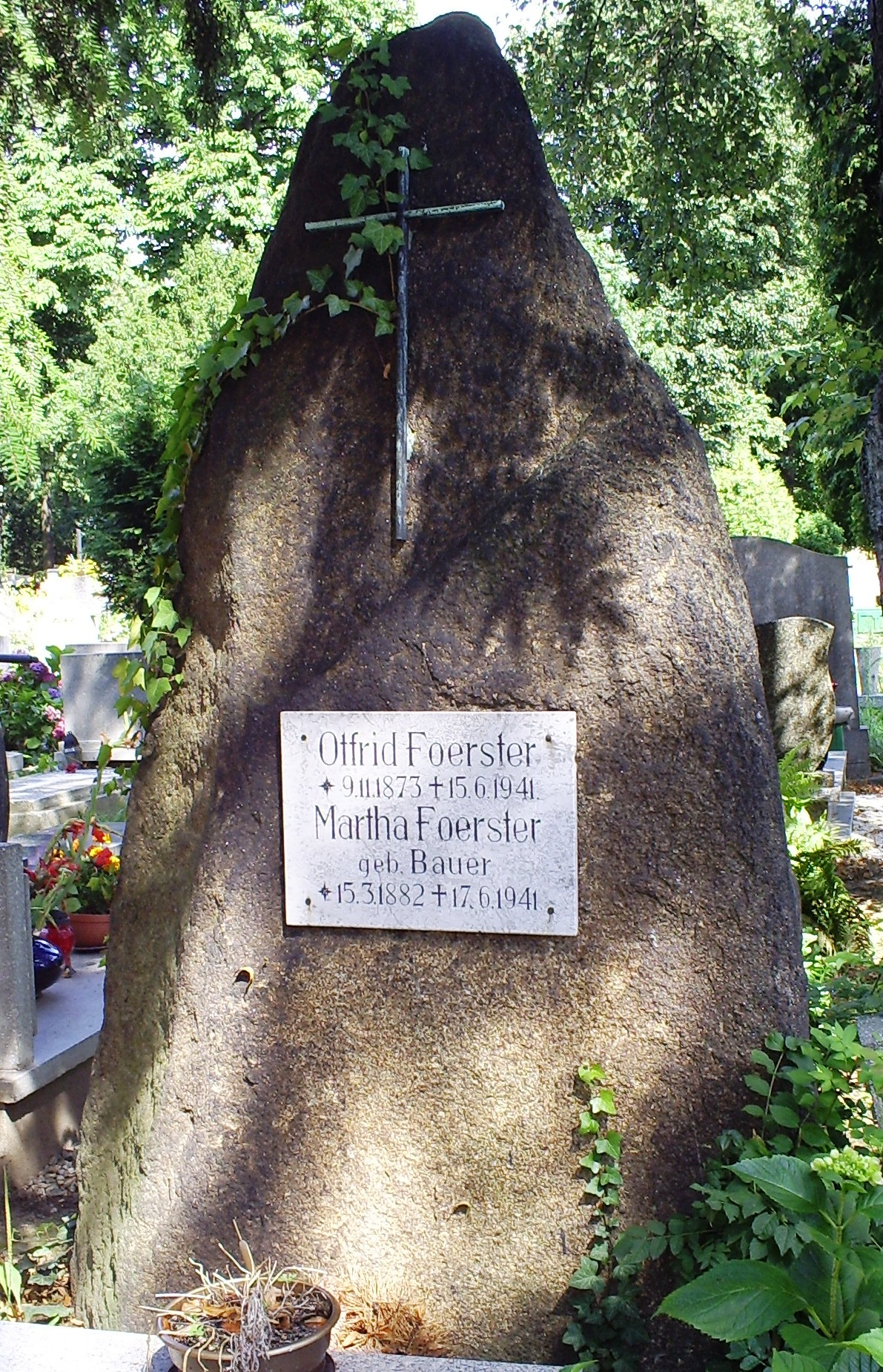
Foersters Grabstein

In dem Jahrzehnt von 1925 bis 1935 brachte Foerster alle verfügbaren analytischen Methoden in seiner Forschung zum Einsatz. 1932 wurde er in die Deutsche Akademie der Naturforscher Leopoldina gewählt. 1935 erhielt er die Cothenius-Medaille.
Systematisch untersuchte er elektrophysiologisch sämtliche klinischen Störungen. Ab 1935 bauten er und Altenburger die Ableitung der Hirnströme weiter aus. Es entstanden grundlegende Arbeiten über die elektrischen Phänomene bei den Reflexstörungen des Pyramidenbahnsyndroms, bei Schädigungen des Globus pallidus usw.
Mit Hilfe der Rockefeller-Stiftung und Unterstützung des Staates Preußen konnte er 1934 ein neues „Neurologisches Forschungsinstitut“ eröffnen, das später auf seinen Namen umbenannt wurde. In dieser Zeit lernte Ludwig Guttmann bei ihm, der später nach seiner Flucht 1939 vor den Nazis nach England die Behandlung Querschnittgelähmter auf eine neue Grundlage stellte und ein großer Förderer des Behindertensports und zum Begründer der Paralympischen Spiele wurde.
Otfrid Foerster gab mit Oswald Bumke einzelne Bände des von Max Lewandowsky im Springer-Verlag herausgegebenen monumentalen Handbuchs der Neurologie heraus, für das er mehrere Kapitel selbst verfasste. Das Kapitel über periphere Nerven schrieb seine Schülerin Alice Rosenstein.
Im Jahr 1935 wurde ihm anlässlich des 100. Geburtstages von John Hughlings Jackson die Jackson-Gedächtnis-Medaille verliehen. 1938 wurde Foerster emeritiert.
Foerster wurde insgesamt 17-mal für den Nobelpreis für Physiologie oder Medizin vorgeschlagen. Themen der Nominierungen waren Foersters Leistungen bei der Behandlung von Schmerzen, der Erforschung des peripheren Nervensystems, der Querschnittssyndrome und der Epilepsie.
An Thrombangiitis obliterans und Tuberkulose erkrankt und im 68. Lebensjahr gestorben, wurde er am 19. Juni 1941 mit seiner am 17. Juni 1941 verstorbenen Ehefrau Martha bestattet. Seit 1953 verleiht die Deutsche Gesellschaft für Neurochirurgie ihm zu Ehren die Otfrid-Foerster-Medaille.

## Bibliographie

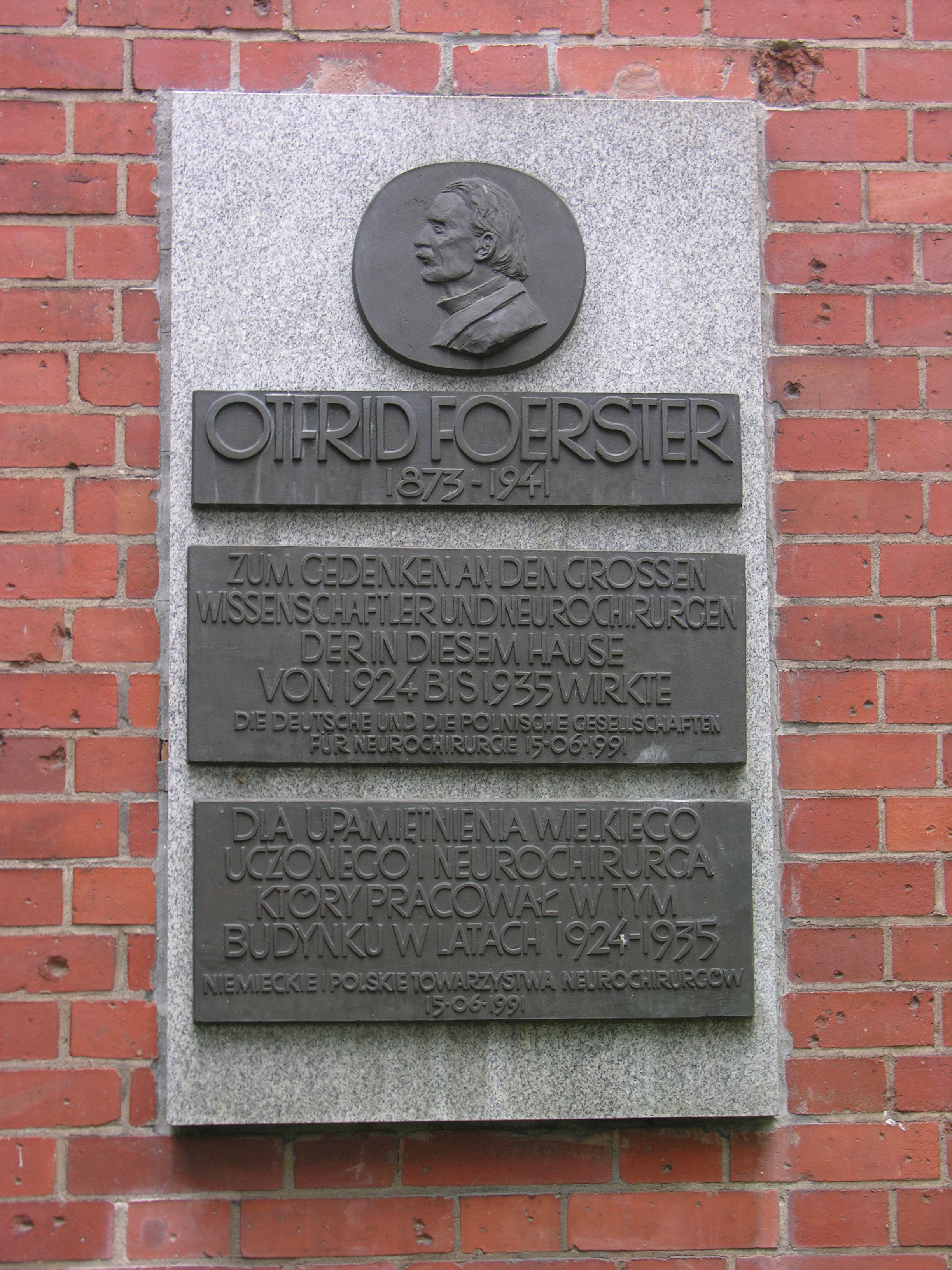
Gedenktafel für Otfrid Foerster in Breslau

- Physiologie und Pathologie der Coordination, Jena 1902
- Atlas des Gehirns, herausgegeben von Carl Wernicke, Berlin 1903
- Beiträge zur Hirnchirurgie, Berlin 1909
- Die Kontrakturen bei den Erkrankungen der Pyramidenbahn, Berlin 1909
- Über die Beeinflussung spastischer Lähmungen mittels Resektion der hinteren Rückenmarkswurzeln in: Deutsche Zeitschrift für Nervenheilkunde Band 41 von 1911, Heft 1–3, Seiten 146–171
- Zur Pathogenese und chirurgische Behandlung der Epilepsie, Leipzig 1925
- Die Leitungsbahnen des Schmerzgefühls und die chirurgische Behandlung des Schmerzgefühls. Urban & Schwarzenberg, Berlin/Wien 1927
- Otfried Foerster, Ludwig Guttmann: Cerebrale Komplikationen bei Thrombangiitis obliterans. Verlag von Julius Springer, 1933 (Google Books).
- Der Schmerz und seine operative Behandlung, Halle 1935